# Céline Borello
Pour les articles homonymes, voir Borello.
Céline Borello, née le 5 octobre 1971 à Hyères, est une historienne française. Elle est professeure d'histoire moderne à l'université du Mans, spécialiste de l'histoire du protestantisme. 

## Biographie
Née le 5 octobre 1971 à Hyères, dans une famille originaire du Piémont, Céline Borello  poursuit des études d'histoire à l'université de Provence Aix-Marseille I et à l'Institut d'études politiques d'Aix-en-Provence dont elle est diplômée en 1995 (Section Science politique). Elle est agrégée d'histoire en 1996. 
Elle soutient en 2001 une thèse de doctorat intitulée Les protestants de Provence sous l'édit de Nantes : essor, maintien ou déclin ?, sous la direction de Gabriel Audisio, portant sur la communauté réformée provençale au XVIIe siècle, puis obtient un diplôme post-doctoral de l'École pratique des hautes études en 2011 sous la direction d'Hubert Bost. Elle soutient un dossier d'habilitation à diriger des recherches intitulé Le protestant et le sauvage : modalités de vie commune et paroles publiques (XVIIe – XIXe siècle) en 2015 à l'université Paris 1 Panthéon-Sorbonne dont Philippe Boutry est le garant. Elle est également titulaire d'un master 2 en théologie protestante (faculté de théologie protestante de l'université de Strasbourg, 2024).  
Elle est maître de conférences à l'université de Haute-Alsace (2003-2005), part en délégation à l'université de la Polynésie française (2005-2007), puis réintègre son poste à Mulhouse (2007-2016). En 2016, elle est élue professeure d'histoire moderne à l'université du Mans et est membre du laboratoire TEMOS (Temps, Mondes, Sociétés) (UMR 9016 CNRS). Elle est professeure invitée en 2018-2019 à l'université libre de Bruxelles, dans le cadre du Centre interdisciplinaire d’étude des religions et de la laïcité.
Elle est membre du comité de la Société de l'histoire du protestantisme français (SHPF) et présidente de l’Association des historiens modernistes des universités françaises (AHMUF) depuis janvier 2025, après en avoir été secrétaire générale (2018–2024). 
En parallèle de sa carrière universitaire, elle est horticultrice à Hyères, ayant repris l'exploitation familiale au décès de son père en 2015,.

## Thèmes de recherches
Les recherches de Céline Borello portent sur l’histoire du protestantisme du XVIe à la première moitié du XIXe siècle, en France comme dans les espaces ultramarins. Elles s’attachent aux formes de coexistence confessionnelle, aux pratiques religieuses minoritaires, aux discours pastoraux et à leur rôle dans les dynamiques communautaires, notamment en contexte de contrainte ou de clandestinité. 
Elle s’est d’abord intéressée au sort de la minorité huguenote sous le régime de l’édit de Nantes, avant d’élargir ses travaux à l’étude des relations entre protestantisme et autorité politique, des usages du droit dans la pensée réformée, ainsi que des processus de construction d’une parole publique dans les milieux huguenots, en particulier au XVIIIe siècle. Ces recherches s’inscrivent dans le cadre plus large des débats sur la tolérance civile et religieuse, et sur la liberté de conscience.
Elle a accordé une attention particulière à la prédication et à la production écrite de figures telles que Rabaut Saint-Étienne, replacées dans les controverses intellectuelles et politiques de leur temps. Elle a également travaillé sur Marie Durand et sur les formes de résistance spirituelle en milieu carcéral, à partir de l’édition de sa correspondance. La prédication protestante constitue un autre de ses objets d’étude, aussi bien à l’époque moderne, en France et dans les Églises du Refuge, qu’à l’époque contemporaine, notamment à travers les sermons du pasteur André-Numa Bertrand durant la Seconde Guerre mondiale.
Ses travaux les plus récents portent sur la question de l'engagement protestant à l'époque moderne, sur l'apologétique ainsi que sur les sources et pratiques juridiques des minorités religieuses, en particulier celles des Églises protestantes dans leurs relations avec les cadres normatifs des sociétés d'Ancien Régime.

## Publications

### Ouvrages
- Les Protestants de Provence au XVIIe siècle (préf. Michel Vovelle), Paris, Honoré Champion, coll. « Vie des huguenots » (no 32), 2004, 548 p. (ISBN 2-7453-0883-1).
- Du désert au royaume : parole publique et écriture protestante (1765-1788) : édition critique du Vieux Cévenol et de sermons de Rabaut Saint-Étienne (préf. Philippe Joutard), Paris, Honoré Champion, coll. « Vie des huguenots » (no 65), 2013, 394 p. (ISBN 978-2-7453-2439-9),[17],[18].
- La République en chaire protestante (XVIIIe – XIXe siècles) (préf. Patrick Cabanel), Rennes, Presses universitaires de Rennes, coll. « Histoire », 2017, 328 p. (ISBN 978-2-7535-5905-9)[19],[20].
- Marie Durand, Résister. Lettres de la Tour de Constance, présentation et notes de Céline Borello, Editions Ampelos, 2018  (ISBN 978-2-35618-142-8)[21].
- Dieu, César et les protestants, Anthologie de discours pastoraux sur la res publica (1744-1848), Paris, Honoré Champion, coll. « Vie des huguenots » (no 83), 2019  (ISBN 978-2745350671).
- Catherine de Médicis, PUF, 2021, 224 p. (ISBN 978-2-13-081889-2)[22],[23].

### Collectifs et direction d'ouvrages, de revues
- Les œuvres protestantes en Europe, préface de Nicolas Stoskopf, Rennes, Presses universitaires de Rennes, 2013.
- Questions d’appartenance : les identités de l’Antiquité à nos jours, en collaboration avec Airton Pollini, Paris, Éditions Orizons, Collection Histoire, 2015.
- Argumenter. Rhétorique sacrée, éloquence profane (XVIe-XVIIIe siècle), dossier de la revue Histoire, Monde et Cultures religieuses (2015/3), no 35.
- Les Actes du CRESAT, numéros 9 à 13 (2012-2016)[24].
- Luther et la politique, en collaboration avec Pierre-Yves Quiviger, Revue française d’histoire des idées politiques, 2017/1.
- Les territoires au croisement du temps et de l’espace. Mobilités, identités et paysages, avec Airton Pollini, Hors Série des Actes du CRESAT, 2019. Lire en ligne
- Le monde de l’imprimé en Europe occidentale (vers 1470- vers 1680), en collaboration avec Joëlle Alazard, Camille Desenclos et Fabien Salesse, Bruguières, Bréal, 2021.
- Séduire du Moyen Âge à nos jours. Discours, représentations et pratiques, en collaboration avec Christophe Regina† et Gabriele Vickermann-Ribémont, Paris, Classiques Garnier, 2021.
- Imageries religieuses à l'ère industrielle. Supports, diffusion et usages (XVIIe – XXe siècle), en collaboration avec Aziza Gril-Mariotte, Presses universitaires de Rennes, 2022.
- Communautés et mobilités en Méditerranée de la fin du XVe siècle au milieu du XVIIIe siècle, en collaboration avec Joëlle Alazard, Camille Desenclos et Fabien Salesse, Bruguières, Bréal, 2023.
- (co–dir) La noblesse protestante sous l'édit de Nantes (1598-1685) en collaboration , Presses universitaires de Rennes, 2025, 298 p.  (ISBN 978-2-7535-9863-8)